# Estación de Cámaras Altas
Cámaras Altas fue una estación ferroviaria situada en el municipio español de Belmez en la provincia de Córdoba, comunidad autónoma de Andalucía. 
Se encuentra a 7 kilómetros en línea recta de la localidad de Belmez.

## Situación ferroviaria
La estación se encuentra en el punto kilométrico 16,775 de la línea férrea de vía estrecha (1000 mm) Peñarroya a Puertollano, entre las estaciones de Belmez-Ermita y de Peñas Blancas. El tramo está desmantelado desde el cierre de la línea el 1 de agosto de 1970.

## Historia
La estación fue abierta al tráfico el 5 de agosto de 1906 con la puesta en marcha del tramo Peñarroya-Pueblonuevo a Pozoblanco de la línea que pretendía unir Fuente del Arco con Puertollano.
Las obras y la explotación inicial de la concesión corrieron a cargo de la Sociedad Minera y Metalúrgica de Peñarroya (SMMP). En el año 1924 pasó a ser explotada por la Compañía de los Ferrocarriles de Peñarroya y Puertollano. Sólo 32 años más tarde pasó a formar parte del Estado, a través de EFE. Esto hizo que en 1956 se incorporaran a la línea automotores, con motor diésel que sustituyeron al vapor. La estación era diariamente atravesada por trenes de Correos y Mercancías.
El 1 de agosto de 1970 la línea se clausuró al no ser rentable para el Estado.

## Actualidad
En la actualidad la estación está en ruinas. Existen diversas propuestas para que la línea se acondicione y se pueda convertir en una vía verde donde realizar diversas rutas a pie y en bicicleta.